# Valle Mosso
Valle Mosso är en ort och frazione i kommunen Valdilana i provinsen Biella i regionen Piemonte i Italien. 
Valle Mosso upphörde som kommun den 1 januari 2019 och bildade med de tidigare kommunerna Mosso, Soprana och Trivero den nya kommunen Valdilana. Den tidigare kommunen hade 3 198 invånare (2018).